# Ilse Lilian Ferrer Silva
Ilse Lilian o Liliana Ferrer Silva (Ciudad de México - 2 de marzo de 1964) es una diplomática mexicana de carrera y Embajadora de México ante el Reino de Tailandia desde 2024. Del 2017 al 2023 se desempeñó como Cónsul General de México en Sacramento, California, Estados Unidos. Ha ocupado distintos cargos diplomáticos a lo largo de su carrera desde su ingreso al Servicio Exterior Mexicano en 1993. Fue nombrada Embajadora el 8 de noviembre de 2018.

## Biografía

### Primeros años y vida personal
Nació en la Ciudad de México, el 2 de marzo de 1964. Realizó sus estudios preparatorios en Del Campo High School, Fair Oaks, California y los profesionales en la Universidad de California, en Davis; Universidad de California, en San Diego y la Universidad de Harvard en Cambridge.
Previo a su ingreso al Servicio Exterior Mexicano, de forma voluntaria se desempeñó como responsable de proyectos de desarrollo en la organización humanitaria “Catholic Relief Services (CRS)” durante la crisis de hambruna y sequía en Addis Abeba, Etiopía, de agosto de 1983 a agosto de 1985; también como especialista comercial en la Oficina de Comercio y de Inversión de California en México; fue traductora y asistente ejecutiva del presidente de la Asociación de Comités Olímpicos (ACNO) de agosto de 1987 a agosto de 1989; así como, responsable de cuentas en Química JES, de 1988 a 1989.
Es hija del embajador mexicano Carlos Virgilio Ferrer Argote. Está casada con el empresario estadounidense Douglas Smurr y tiene dos hijos, María Cecilia y Alexander.

### Vida académica
Estudió Relaciones Internacionales en la Universidad de California, en Davis en 1987. Cuenta con una Maestría en Relaciones Internacionales en la Universidad de California en San Diego en el año de 1991. También tiene un certificado de Postgrado en “Cómo Hacer Negocios en México”, impartido por el Instituto Tecnológico de Estudios Superiores de Monterrey en 1996. En 2003 realizó un año de estudio independiente en Relaciones Internacionales en el El Colegio de México, donde se actualizó en política exterior.
Ha realizado diversas actividades académicas que complementan su actuar como diplomática. Entre estas se encuentran: su labor como investigadora en el Centro de Estudios México - Estados Unidos en San Diego, California de 1990 a 1991; analista político-económica en el Centro de Estudios Ibéricos y de América Latina de la Universidad de California, San Diego en 1990; fue profesora en la Universidad de California, Los Ángeles de 1995 a 2003 y en la Universidad de Georgetown en Washington D.C. de 2010 a 2013. Participó además, como profesionista-investigadora visitante (Harvard Fellow) en el Weatherhead Center for International Affairs de la Universidad de Harvard de 2004 a 2005 con el tema de investigación: “Retos y Oportunidades de Cabildeo en Estados Unidos. Perspectiva del Gobierno de México”.

## Carrera diplomática
Ferrer es diplomática de tercera generación. En 1993, ingresó al Instituto Matías Romero de Estudios Diplomáticos, donde comenzó su formación como diplomática de carrera. A lo largo de 25 años de experiencia como miembro del Servicio Exterior Mexicano, ha ocupado distintos cargos, tales como: Jefe de Cancillería en la Embajada de México en Francia; Jefe de asuntos Políticos y Enlace con el Congreso en la Embajada de México en Estados Unidos; Vocera de la Secretaría de Relaciones Exteriores; y comisionada en los Consulados de México en Los Ángeles, San Diego y Guatemala.
Cuenta con una amplia experiencia en el manejo de temas económicos, políticos, de cabildeo y manejo de medios, comunidades mexicanas en el extranjero, migración y protección consular. Ha trabajado en 9 países en 4 continentes, domina los idiomas inglés y español, y cuenta con un nivel avanzado de francés y de italiano. 
Es miembro honorario en la Asociación Cien amigos working for California and Mexico, donde ha desempeñado un papel importante.

### Desempeño en el Servicio Exterior Mexicano
Fue nombrada embajadora el 8 de noviembre de 2018. Desde su ratificación en 2017 como Cónsul General en el Consulado General de México en Sacramento, California, la diplomática desempeña tareas tales como: la defensa de los derechos de los mexicanos dentro de la jurisdicción de 24 condados; el diseño e implementación de políticas y proyectos de promoción de los intereses de México y los mexicanos en la capital política del estado a través del cabildeo; el cuidado de la alianza estratégica de México con California; así como la contribución a la defensa de migrantes y protección al medio ambiente.
De 2013 a 2017, se desempeñó como Jefe de Cancillería en la Embajada de México en París. Francia, donde asesoró acerca en la formulación de políticas de fortalecimiento y ampliación de las relaciones de México con Francia en el periodo de relanzamiento y profundización de la relación bilateral (2013 - 2016); participó en la reestructuración de la representación en respuesta a los atentados terroristas de 2015 y 2016. En 2015 coordinó la visita de Estado del presidente de los Estados Unidos Mexicanos, Enrique Peña Nieto a Francia, donde recibió de parte del entonces presidente francés François Hollande, la Condecoración de la Legión de Honor en grado de oficial, como reconocimiento por su excepcional labor.
De 2011 hasta 2013, se fungió como Jefe de Sección, Asuntos Políticos y Fronterizos en la Embajada de México en Washington D. C., donde estaba a cargo de los informar acerca de la campaña presidencial de 2012 en Estados Unidos. Presidió reuniones de trabajo para revisión de proyectos de infraestructura fronteriza, las relaciones con las ONG´s de Derechos Humanos en Washington D. C..
En el periodo de 2007 a 2011 fue enlace con la Cámara de Representantes, Relaciones con el Congreso en la Embajada de México en Washington D. C., Estados Unidos. Durante este tiempo, realizó actividades de diplomacia pública y cabildeo directa con miembros del congreso y sus asesores.
De 2005 a 2007, fue Jefe de Cancillería Adjunto en la Embajada de México en Washington D. C.. Previo a ellos, entre 2003 y 2004 asesoró al Subsecretario de Relaciones Económicas y Cooperación Internacional, donde coordinó además la III Cumbre América Latina – Unión Europea (Guadalajara, Jalisco, 28 y 29 de mayo de 2004).
Desde 2001 a 2002, fue vocera oficial de la Secretaría de Relaciones Exteriores,  donde se encargó de detallar las acciones y posturas del gobierno mexicano en materia de política exterior. De 2000 q 2001 fue Directora de Asuntos Políticos con Estados Unidos, en la Dirección General para América del Norte donde coordinó la Reunión Bilateral México-EU.
Ferrer ha fungido como: Cónsul General Alterno, en el Consulado General de México en Guatemala (1997 - 2000); Cónsul para Asuntos Políticos y Económicos, en el Consulado General de México en Los Ángeles (1995 - 1997); Cónsul para Asuntos Comunitarios, en el Consulado General de México en Los Ángeles (1994 - 1995); Cónsul para Asuntos Económicos (Promoción del TLCAN), en el Consulado General de México en Los Ángeles (1993 - 1994), y Cónsul para Asuntos Económicos (Promoción del TLCAN), en el Consulado General de México en San Diego (1991 - 1993).
En sus primeros años de labor diplomática, Ferrer se encargó del diseño y ejecución de la estrategia de cabildeo a favor de la aprobación del Tratado de Libre Comercio con América del Norte (TLCAN) y la creación de la primera Oficina Consular de Promoción Económica.

## Becas y reconocimientos
- Beca “Fundación Solidaridad Mexicano-Americana[10]” 1996.
- Pre-doctoral Fellowship, Office of the President of the University of California, San Diego (UCSD) 1990-1991.
- Tinker Research Grant, Center for Iberian and Latin American Studies, UCSD 1990
- UC Mexus Research Grant, UCSD 1990.
- Beca “El Colegio de México” 1987.
- Political Science Honor Society “Pi Sigma Alpha”, University of California, Davis (UCD) 1987.
- Scholarship, World Affairs Council, U.S.A. 1986.
- Orden Nacional de la Legión de Honor en grado de Oficial otorgada por el Presidente de Francia, 2016.

## Publicaciones
- Cabildeo en Estados Unidos: retos y oportunidades para México, 2008.
- Doing Business in Mexico, Vol. 1 y 2, 1997.
- Desert Capitalism, 1996.